# Passport Husband
Pour plus de détails, voir Fiche technique et Distribution.
Passport Husband est un film américain réalisé par James Tinling, sorti en 1938.

## Fiche technique
- Titre : Passport Husband
- Réalisation : James Tinling
- Scénario : Karen DeWolf, Robert Chapin, d'après une histoire de Hilda Stone
- Photographie : Edward Snyder
- Montage : Nick DeMaggio
- Musique : Samuel Kaylin
- Costumes : Herschel McCoy
- Cascades : Jack Woody
- Producteur exécutif : Sol M. Wurtzel
- Société de production :  Twentieth Century Fox
- Société de distribution :  Twentieth Century Fox
- Pays d'origine :  États-Unis
- Langue : Anglais
- Tournage : du 9 mai 1938 à juin 1938
- Métrage : 1 890 m (7 bobines)
- Format : Noir et blanc— 35 mm — 1,37:1 — Son : Mono (Western Electric Noiseless Recording)
- Genre: Comédie
- Durée: 72 minutes
- Dates de sortie :
  - États-Unis : 15 juillet 1938

## Distribution
- Stuart Erwin : Henry Cabot
- Pauline Moore : Mary Jane Clayton
- Douglas Fowley : Tiger Martin
- Joan Woodbury : Conchita Montez
- Robert Lowery : Ted Markson
- Harold Huber :  Blackie Bennet
- Edward Brophy : Spike
- Paul McVey : Walton
- Lon Chaney Jr. : Bull
- Joe Sawyer : Duke Selton